# Polystichum formosanum
Polystichum formosanum är en träjonväxtart som beskrevs av Eduard Rosenstock. Polystichum formosanum ingår i släktet Polystichum och familjen Dryopteridaceae. Inga underarter finns listade.